# Asarum splendens
Asarum splendens (F.Maek.) C.Y.Chen & C.S.Yang – gatunek rośliny z rodziny kokornakowatych (Aristolochiaceae Juss.). Występuje naturalnie w południowych Chinach – w prowincjach Kuejczou, Hubei, Syczuan oraz Junnan (północno-wschodnia część). 

## Morfologia

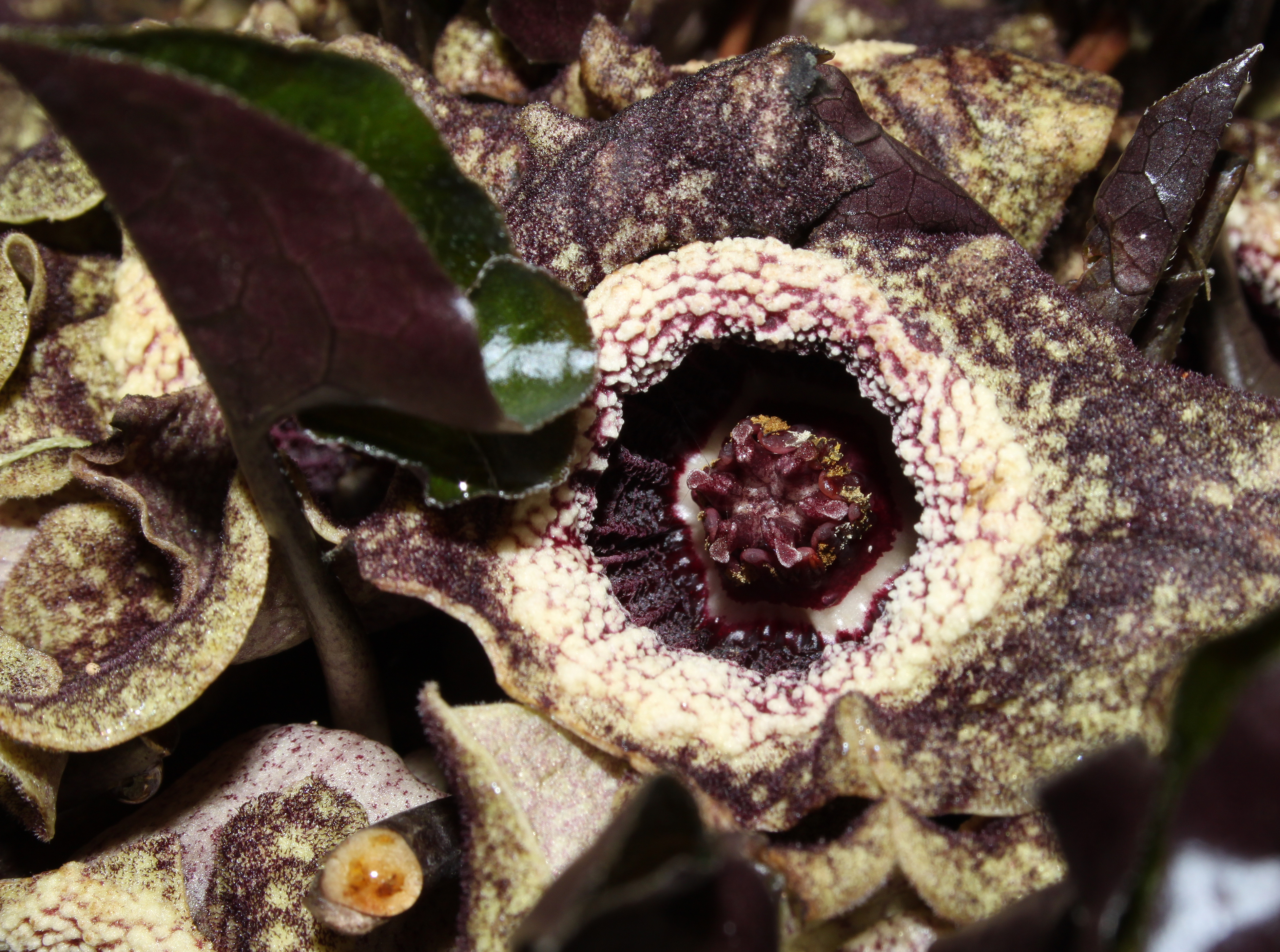
Kwiaty gatunku

PokrójBylina tworząca kłącza.
LiściePojedyncze, mają kształt od owalnie sercowatego do niemal oszczepowatego. Mierzą 6–10 cm długości oraz 5–9 cm szerokości. Są zielone, często z białymi plamkami, od spodu owłosione. Blaszka liściowa jest o sercowatej nasadzie i ostrym wierzchołku. Ogonek liściowy jest nagi i dorasta do 8–16 cm długości.
KwiatySą promieniste, obupłciowe, pojedyncze. Okwiat ma dzwonkowaty kształt z silnie zwężonym wierzchołkiem i purpurowo zielonkawą barwę, dorasta do 2–3 cm długości oraz 2,5–3 cm szerokości. Listki okwiatu mają owalny kształt. Zalążnia jest górna z wolnymi słupkami.

## Biologia i ekologia
Rośnie w zaroślach oraz na wilgotnych murawach. Występuje na wysokości od 800 do 1300 m n.p.m. Kwitnie od kwietnia do maja.